# Gerard Debaets
Gerard Debaets (* 17. April 1898 in Heule; † 27. April 1959 in North Haledon, New Jersey) war ein belgischer Radrennfahrer.
Gerard Debaets war Profi-Rennfahrer von 1923 bis 1940. 1925 wurde er Belgischer Meister im Straßenrennen und siegte bei Paris-Brüssel. Zweimal – 1924 und 1927 – gewann er die Flandern-Rundfahrt. Einmal, 1924, nahm er an der Tour de France teil, kam aber nicht in Paris an. 1926 gewann er Brüssel–Paris.
Von 1924 an fuhr Debaets Sechstagerennen, insgesamt 82, von denen er 17 gewann. Seine ersten Sixdays fuhr er 1925 in New York, mit Pierre Goossens, zehnmal überquerte er insgesamt den Atlantik, um in den Vereinigten Staaten, wo er sehr populär war, unter dem Namen Jerry Debaets zu starten. Anfang bis Mitte der 1930er Jahre errang er seine meisten Sechstage-Erfolge gemeinsam mit dem französischen Rennfahrer-Kollegen Alfred Letourneur.
1939 holte Debaets seine Familie in die Vereinigten Staaten und erhielt die Staatsbürgerschaft, nachdem er schon 1936 US-amerikanischer Meister der Steher geworden war.
Gerard Debaets hatte vier Brüder – Cesar, Gaston, Michel und Arthur –, die auch alle Rennfahrer waren; Gerard und Cesar waren die erfolgreichsten der Familie.